# 瓦西里·普利金
瓦西里·安德烈耶维奇·普利金（Васи́лий Андре́евич Пу́лькин，1922年1月1日，切列波韦茨省纽尔戈维奇村 — 1986年4月9日，列宁格勒州基洛夫斯克市）是一位苏联维普斯族作家、文学家、教育家。

## 生平
普利金出生于农民家庭。毕业于季赫温市（Тихвин）的厂办学校（фабрично-заводского обучения），之后毕业于师范专科学校（педагогический техникум），在学校担任教师。
后曾参加苏德战争，担任迫击炮手。在布达佩斯打过胜仗。
1950年代，普利金在列宁格勒州卡普申区（Капшинский район）领导“先锋”（Авангард）集体农庄，并担任区党委书记。
1970至1980年代，生活在基洛夫斯克市（Кировск），先后担任教师、职业技术学校（ПТУ）校长。
普利金去世后安葬于基洛夫斯克市公墓。

## 创作
普利金成年后即开始写作。1970年代中期，在季赫温报纸《劳动光荣》（Трудовая слава）上发表了他的第一批纪实文学作品，讲述了1950年代中期卡普申区集体农庄庄员的生活。
1981年，他的第一部中篇小说《童年的启蒙书》（Азбука детства）在《北方》（Север）杂志（第11-12期）上发表；1983年，该小说由“卡累利阿”（Карелия）出版社出版了单行本。
此后他又出版了两部中篇小说：《科尔比亚尔维的深水》（Глубокие воды Корбярви，1985年）和《重返童话》（Возвращение в сказку，1986年）。
他的作品主要描写维普斯人的乡村生活。没有文字的维普斯文化，几个世纪以来一直依靠口耳相传。这一民间传统有机地融入了瓦西里·普利金的创作。他通过亲属、近邻和同村人的讲述，重现了维普斯人遥远和不久前的历史事件。

## 代表作品
- 中篇小说《童年的启蒙书》(«Азбука детства», 1981年)
- 中篇小说《科尔比亚尔维的深水》(«Глубокие воды Корбярви», 1985年)
- 中篇小说《重返童话》(«Возвращение в сказку», 1986年)

## 纪念活动
2016年4月10日，在位于帕绍泽罗湖岸边的列宁格勒州季赫温区帕绍泽罗村（деревня Пашозеро），学校建筑上揭幕了一块纪念瓦西里·安德烈耶维奇·普利金的牌匾。普利金曾担任该地国营农场和当地学校的校长，之后在列宁格勒州基洛夫斯克市（г. Кировске）工作，并安葬于此。